# أمراض الجهاز العصبي المركزي الفيروسية
أمراض الجهاز العصبي المركزي الفيروسية هي مجموعة من الأمراض الفيروسية التي تؤثر على الجهاز العصبي المركزي، حيثُ يعتبر مرض شلل الأطفال مثالاً على هذه الأمراض، ومن الأمثلة الأخرى على هذه الأمراض عائلة الفيروسات التورامية.

## أنواع التهابات الجهاز العصبي المركزي الفيروسية
- التهاب الدماغ الشامل المصلب تحت الحاد.
- اعتلال بيضاء الدماغ متعدد البؤر المترقي.
- فيروس غرب النيل يمكن أن يتسبب في التهاب شديد في السحايا والدماغ وقد يسبب شللاً رخوياً حاداً.
- شلل الأطفال.
- التهاب الدماغ الهربسي البسيط.
- فيروس معوي.
- مُعظم أشكال التهاب السحايا العقيم هي فيروسية المنشأ، وذلك بالرغم أن التهاب السحايا الورمي وداء لايم تُعتبر من الأنواع اللاإنتانية.
- التهاب الدماغ الخَيلي الشرقي وَالغربي.
- التهاب دماغ القديس لويس.
- داء الكلب.
- التهاب لاكروس الدماغي.
- التهاب الدماغ الشامل التدريجي الناتج عن الحصبة الألمانية وهو عبارة عن مضاعفات متأخرة للحصبة الألمانية، حيثُ تحدث معظم هذه الحالات مع متلازمة الحصبة الألمانية الخلقية.
- فيروس جدري الماء النطاقي المسبب للالتهاب الدماغي.
- الحصبة.
- النكاف.

## العلاج
يمكن علاج التهاب الدماغ الهربسي البسيط باستخدام آسيكلوفير، لكن تستخدم علاجات محددة لبعض أمراض الجهاز العصبي التي تسببها فيروسات معينة.